# Гентские анналы
Гентские анналы (лат. Annales Gandenses) — написанные около 1308—1310 годов на латинском языке неким францисканским монахом анналы, описывающие события во Фландрии между 1297 и 1310 годами, в том числе Народный крестовый поход 1309 года и Франко-фламандскую войну.

## Издания
- Annales Gandenses / ed. Funck-Brentano F. Paris. 1896.
- Annales Gandenses/Annals of Gent. Oxford. Clarendon Press. 1985.

## Переводы на русский язык
- Предисловие (недоступная ссылка) в переводе Д. Уварова с английского языка на сайте Восточная литература
- Гентские анналы, Ч. 1 в переводе А. Слезкина на сайте Восточная литература
- Гентские анналы, Ч. 2 в переводе А. Слезкина на сайте Восточная литература